# X. gimnazija „Ivan Supek”
X. gimnazija „Ivan Supek” smještena je u središtu Zagreba i jedna je od najvećih gimnazija u Hrvatskoj.

## Povijest
Godine 1882. u Zagrebu je osnovana Prva obrtna škola s građevno-obrtnim, mehaničko-obrtnim, umjetničko-obrtnim i kemijsko-obrtnim odjelom. Tijekom vremena iz te škole razvilo se cjelokupno hrvatsko strukovno školstvo, te neke od gimnazija. Među njima je i X. gimnazija „Ivan Supek”.
Proces razdvajanja počinje godine 1897., kada se kao zasebna jedinica izdvaja Građevna stručna škola. Tijekom nekoliko idućih desetljeća iz nje se izdvojila Srednja tehnička škola, sa strojarskim (od 1931. godine) i elektrotehničkim (od 1937. godine) odjelom. Radi rastuće industrije javlja se i potreba za novom školskom zgradom, ali Drugi svjetski rat na nekoliko godina prekida razvoj.
Školske godine 1946./1947. dovršena je zgrada u Klaićevoj 7 i u njoj s radom započinje Savezna tehnička škola. U istoj zgradi djeluje i Druga ekonomska škola. Godine 1966. Tehnička škola postaje Školski centar za strojarstvo i elektrotehniku.
Godine 1977. obrazovnom reformom ukinute su gimnazije i cjelokupno srednjoškolsko obrazovanje postaje strukovno. Školski centar za strojarstvo i elektrotehniku 1978. godine preimenovan je u Obrazovni centar za automatiku, energetiku i procesnu tehniku, a od 1979. godine djeluje pod nazivom Obrazovni centar za automatiku, energetiku i procesnu tehniku „Nikola Tesla”. Druga ekonomska škola postaje dio Ekonomskog obrazovnog centra „Boris Kidrič” sa sjedištem u Medulićevoj 33.
Godine 1991. ukida se usmjereno obrazovanje i ponovno se osnivaju gimnazije, tehničke i obrtničke škole. Obrazovni centar „Nikola Tesla” je ukinut, a kao njegove sljednice osnovane su X. gimnazija i Elektrostrojarska tehnička škola. Obje škole nastavljaju djelovati u istoj zgradi. Gimnazija 2007. godine, u čast Ivana Supeka, mijenja ime u X. gimnazija „Ivan Supek”.
Dan škole obilježava se 10. listopada (desetog desetog).

## Ustroj

### Odgojno-obrazovni rad
Odgojno-obrazovni rad obuhvaća nekoliko desetaka razrednih odjela u okviru opće i prirodoslovno-matematičke gimnazije. Nekoliko odjela radi prema dvojezičnom programu s grupom predmeta na engleskom jeziku, gdje se nastava iz pojedinih predmeta (matematika, fizika, kemija, sociologija, etika, biologija, geografija, informatika i likovna umjetnost) izvodi na hrvatskom i engleskom jeziku.
Nakon uvođenja dvojezične nastave, škola je 2008. godine postala prva državna škola Cambridge međunarodni centar u Republici Hrvatskoj, gdje je moguće stjecanje kvalifikacija iz različitih predmeta koje nudi Cambridge Sveučilište.
Također je i Pasch-škola – Deutchen Partnerschule, članica inicijative „Škole: partneri budućnosti” koja pruža mogućnost upoznavanja njemačkog jezika i njemačkog kulturnog prostora kroz stipendiranje motiviranih učenika od strane Goethe-Instituta.
Škola je i članica azijsko-europske zaklade Classroom Network (ASEF ClassNet), organizacije koja okuplja i povezuje škole Europe i Azije.

### Izvannastavne aktivnosti
Postoji velik broj izvannastavnih aktivnosti, od kojih se ističu dramsko-recitatorska družina, novinarska družina, debatni klub, pjevački zbor, školski sportski klub Cener, volonterski klub, grupa prve pomoći, čitateljska grupa, muzejska grupa i školski kazališni klub. U školi se provode i razni projekti, među ostalim i Erasmus+, KA1 i KA2 projekti.

### ČasopisCener
Gimnazija izdaje školski časopis Cener.

### Supekova baština i Supekovi dani
Školska knjižnica posjeduje zbirku djela Ivana Supeka koju konstantno dopunjuje. Od 2008. godine održavaju se Supekovi dani. Manifestacija obuhvaća stvaralački rad i prezentacije učenika nadahnute životom i djelovanjem Ivana Supeka.

## Poznati maturanti
- Željko Vlahović (1991.), pijanist
- Andrej Glücks (1994.), kajakaš
- Igor Francetić (1995.), veslač
- Gordan Kožulj (1995.), plivač
- Luka Tralić (1996.), glazbenik
- Ivan Pernar (2003.), političar

## Vanjske poveznice
Mrežna mjesta
- deseta-gimnazija.hr, službeno mrežno mjesto